# Dominic Lumon
Dominic Lumon (* 1. Juni 1948 in Mongsang Pangtha) ist ein indischer Geistlicher und emeritierter römisch-katholischer Erzbischof von Imphal.

## Leben
Dominic Lumon empfing am 23. Oktober 1978 die Priesterweihe.
Papst Johannes Paul II. ernannte ihn am 18. Januar 2002 zum Koadjutorerzbischof von Imphal. Der Erzbischof von Imphal, Joseph Mittathany, spendete ihm am 7. April desselben Jahres die Bischofsweihe; Mitkonsekratoren waren Thomas Menamparampil SDB, Erzbischof von Guwahati, und Dominic Jala SDB, Erzbischof von Shillong.
Mit der Emeritierung Joseph Mittathanys am 12. Juli 2006 folgte er diesem im Amt des Erzbischofs von Imphal nach.
Papst Franziskus nahm am 7. Oktober 2023 seinen altersbedingten Rücktritt an.